# موزه موسیقی ایران
موزه موسیقی ایران یکی از موزه‌های استان تهران است. مدیریت این موزه پس از درگذشت علی مرادخانی (بنیانگذار و مدیرعامل سابق) به لطیف روحانی سپرده شد و وی مدیرعامل فعلی این موزه می‌باشد. 
موزه موسیقی در میدان تجریش، خیابان مقصود بیک، خیابان موزه واقع شده‌است.
این موزه با مساحت تقریبی ۳۶۵۰ متر و زیر بنای بیش از ۱۴۰۰ متر در سه طبقه با هدف حفظ میراث موسیقی ملی، معرفی آثار و تولیدات گذشتگان و تکریم استادان و پیشکسوتان عرصه موسیقی، در ۲۲ آبان ۱۳۸۸ افتتاح گردید.
این مکان متعلق به مهندس سیروس سَمراد بوده که به باغ نمازی نیز معروف بوده است. در زمان انقلاب این باغ توسط بنیاد مستضعفان مصادره گردید.

## هم‌کاری با دانشگاه هیلدس‌هایم
پروژه‌ای در دانشگاه هیلدس‌هایم برای ایجاد بانکی اطلاعاتی و دیجیتالی کردن حدود ۲۰ هزار صفحه موسیقی تولیدشده در ایران در دست انجام است. این پروژه با هم‌کاری موزه موسیقی ایران امکان‌پذیر شده‌است.